# Raúl Asencio Moraes
Raúl José Asencio Moraes (Villarreal, Comunidad Valenciana, España, 20 de mayo de 1998) es un futbolista español. Juega de delantero y su equipo es el Novara F. C. de la Serie C de Italia.

## Trayectoria

### Genoa
Formado en las inferiores del Burriana, llamó la atención del Genoa italiano que fichó al delantero el 15 de julio de 2015 por tres años. Durante la temporada 2016-17 fue parte del equipo reserva del club.

#### Préstamo al Avellino
Asencio se unió a préstamo al Avellino el 6 de julio de 2017. Debutó profesionalmente el 13 de agosto por la tercera ronda de la Copa de Italia en la derrota por 3-1 ante el Hellas Verona. El 26 de agosto debutó por la Serie B cuando entró al minuto 91 por Matteo Ardemagni en la victoria por 2-1 en casa sobre el Brescia. El 24 de octubre Ascencio anotó su primer gol como profesional, el tanto de la victoria 1-0 al Pro Vercelli. El español terminó su préstamo en Avellino, donde jugó 32 encuentros, anotó 7 goles y registró 1 asistencia.

#### Préstamo al Benevento
El 3 de agosto de 2018 fue enviado a préstamo al Benevento por toda la temporada. Debutó por el club de la Serie B en el empate en casa 3-3 contra el Lecce. Anotó su primer gol para el club en la victoria por 4-0 sobre la Salernitana. Jugó 23 encuentro para el Benevento, donde anotó 3 goles y registró 3 asistencias.

#### Préstamo al Pisa
El 6 de agosto de 2019 fue enviado a préstamo al A. C. Pisa 1909 de la Serie B hasta el 30 de junio de 2020.

### Primera experiencia en España
Tras acumular más cesiones, las últimas en el Delfino Pescara 1936 y la S. P. A. L., en agosto de 2021 inició su primera experiencia profesional en su país de nacimiento al firmar por dos años con la A. D. Alcorcón. Antes de acabar el año rescindió su contrato.

### Regreso a Italia
El 20 de enero de 2022 regresó al fútbol italiano tras firmar por la U. S. Lecce hasta final de temporada. Consiguieron el ascenso a la Serie A, pero se quedó jugando en la Serie B tras firmar con la A. S. Cittadella. Disputó 18 partidos y las siguientes campañas compitió en la Serie C con el Potenza Calcio, el Casertana F. C. y el Novara F. C.

## Estadísticas
Actualizado al último partido disputado el 11 de abril de 2025.
| Club                                                           | Div.          | Temporada     | Liga  | Liga  | Copas nacionales(1) | Copas nacionales(1) | Copas internacionales | Copas internacionales | Total | Total |
| Club                                                           | Div.          | Temporada     | Part. | Goles | Part.               | Goles               | Part.                 | Goles                 | Part. | Goles |
| -------------------------------------------------------------- | ------------- | ------------- | ----- | ----- | ------------------- | ------------------- | --------------------- | --------------------- | ----- | ----- |
| U. S. Avellino 1912 · Italia                                   | 2.ª           | 2017-18       | 31    | 6     | 1                   | 0                   | ―                     | ―                     | 32    | 6     |
| U. S. Avellino 1912 · Italia                                   | Total club    | Total club    | 31    | 6     | 1                   | 0                   | 0                     | 0                     | 32    | 6     |
| Benevento Calcio · Italia                                      | 2.ª           | 2018-19       | 22    | 3     | 1                   | 0                   | ―                     | ―                     | 23    | 3     |
| Benevento Calcio · Italia                                      | Total club    | Total club    | 22    | 3     | 1                   | 0                   | 0                     | 0                     | 23    | 3     |
| A. C. Pisa 1909 · Italia                                       | 2.ª           | 2019-20       | 3     | 0     | 1                   | 0                   | ―                     | ―                     | 4     | 0     |
| A. C. Pisa 1909 · Italia                                       | Total club    | Total club    | 3     | 0     | 1                   | 0                   | 0                     | 0                     | 4     | 0     |
| Cosenza Calcio · Italia                                        | 2.ª           | 2019-20       | 15    | 7     | ―                   | ―                   | ―                     | ―                     | 15    | 7     |
| Cosenza Calcio · Italia                                        | Total club    | Total club    | 15    | 7     | 0                   | 0                   | 0                     | 0                     | 15    | 7     |
| Delfino Pescara 1936 · Italia                                  | 2.ª           | 2020-21       | 4     | 0     | 1                   | 0                   | ―                     | ―                     | 5     | 0     |
| Delfino Pescara 1936 · Italia                                  | Total club    | Total club    | 4     | 0     | 1                   | 0                   | 0                     | 0                     | 5     | 0     |
| S. P. A. L. · Italia                                           | 2.ª           | 2020-21       | 13    | 0     | ―                   | ―                   | ―                     | ―                     | 13    | 0     |
| S. P. A. L. · Italia                                           | Total club    | Total club    | 13    | 0     | 0                   | 0                   | 0                     | 0                     | 13    | 0     |
| A. D. Alcorcón · España                                        | 2.ª           | 2021-22       | 15    | 2     | 0                   | 0                   | ―                     | ―                     | 15    | 2     |
| A. D. Alcorcón · España                                        | Total club    | Total club    | 15    | 2     | 0                   | 0                   | 0                     | 0                     | 15    | 2     |
| U. S. Lecce · Italia                                           | 2.ª           | 2021-22       | 5     | 0     | ―                   | ―                   | ―                     | ―                     | 5     | 0     |
| U. S. Lecce · Italia                                           | Total club    | Total club    | 5     | 0     | 0                   | 0                   | 0                     | 0                     | 5     | 0     |
| A. S. Cittadella · Italia                                      | 2.ª           | 2022-23       | 17    | 2     | 1                   | 1                   | ―                     | ―                     | 18    | 3     |
| A. S. Cittadella · Italia                                      | Total club    | Total club    | 17    | 2     | 1                   | 1                   | 0                     | 0                     | 18    | 3     |
| Potenza Calcio · Italia                                        | 3.ª           | 2023-24       | 24    | 0     | 1                   | 1                   | ―                     | ―                     | 25    | 1     |
| Potenza Calcio · Italia                                        | Total club    | Total club    | 24    | 0     | 1                   | 1                   | 0                     | 0                     | 25    | 1     |
| Casertana F. C. · Italia                                       | 3.ª           | 2024-25       | 12    | 1     | ―                   | ―                   | ―                     | ―                     | 12    | 1     |
| Casertana F. C. · Italia                                       | Total club    | Total club    | 12    | 1     | 0                   | 0                   | 0                     | 0                     | 12    | 1     |
| Novara F. C. · Italia                                          | 3.ª           | 2024-25       | 9     | 1     | ―                   | ―                   | ―                     | ―                     | 9     | 1     |
| Novara F. C. · Italia                                          | Total club    | Total club    | 9     | 1     | 0                   | 0                   | 0                     | 0                     | 9     | 1     |
| Total carrera                                                  | Total carrera | Total carrera | 170   | 22    | 6                   | 2                   | 0                     | 0                     | 176   | 24    |
| (1) Incluye datos de la Copa de Italia y Coppa Italia Serie C. |               |               |       |       |                     |                     |                       |                       |       |       |

## Palmarés

### Campeonatos nacionales
| Título  | Club        | País   | Año     |
| ------- | ----------- | ------ | ------- |
| Serie B | U. S. Lecce | Italia | 2021-22 |